# ロバート・キノシタ
ロバート・キノシタ（Robert Kinoshita、1914年2月24日 – 2014年12月9日)は、アメリカ合衆国の美術家、アートディレクター、舞台美術家、プロダクションデザイナー。 
1950年代から1980年代初頭にかけてアメリカの映画やテレビ業界で働いていた。

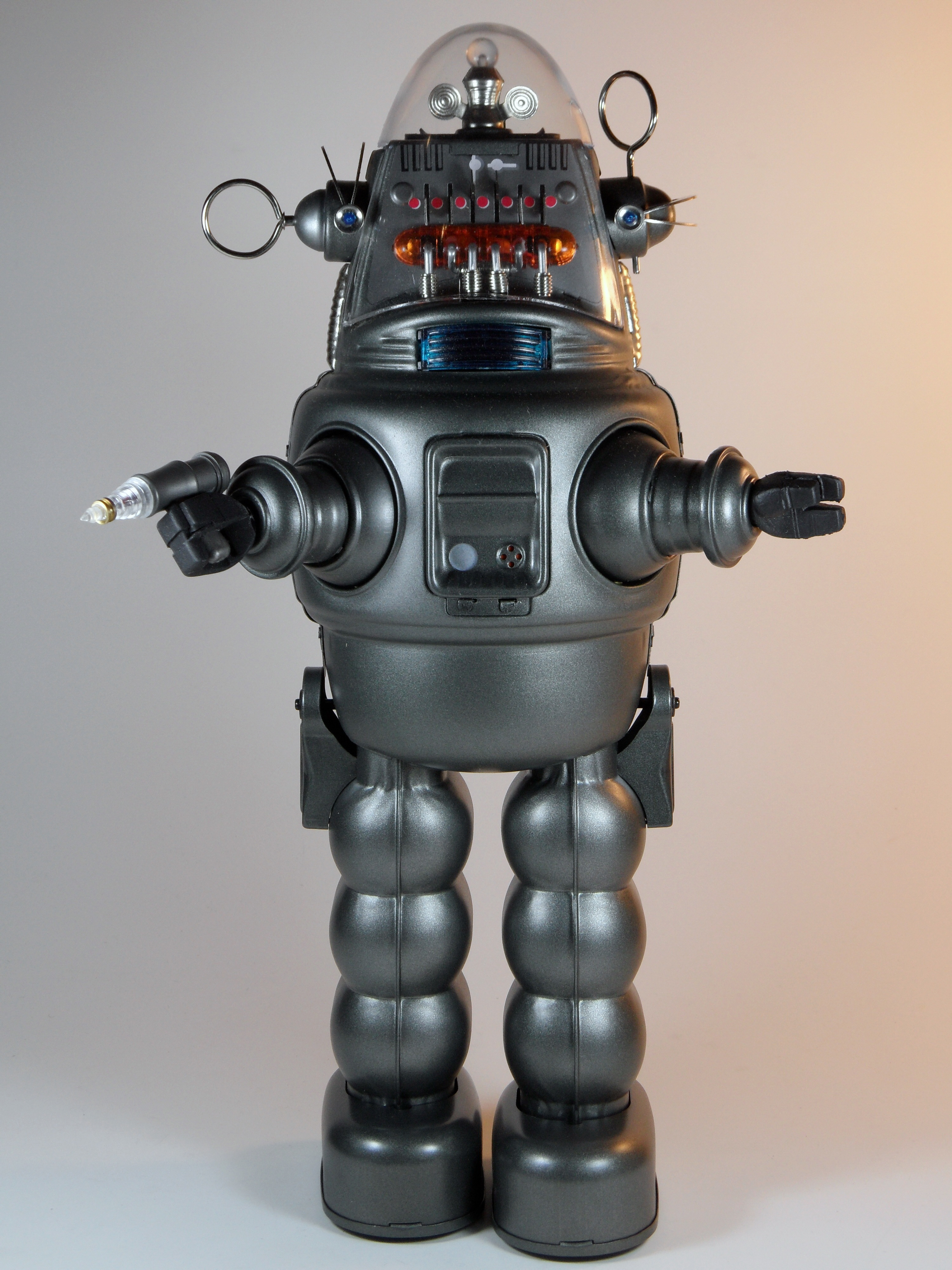
「ロビー・ザ・ロボット」1956年の映画『禁断の惑星』のためにキノシタによって作られた

## バイオグラフィー
キノシタはロサンゼルスで生まれ、Boyle Heights地区で育った。
Roosevelt High Schoolを卒業後、南カリフォルニア大学で建築を学んだ。
キノシタは1940年に南カリフォルニア大学を卒業し、建築とデザインの学士号を取得した。
第二次世界大戦中、キノシタと妻のリリアン・マツヤマはアリゾナ州のポストン戦争強制収容センターに収容された。
脚本家としての彼のキャリアは、1937年にHundred Men and a Girlから始まったが、1956年に特殊効果の仕事のために映画に戻り、クレジットなしだが映画『禁断の惑星』で有名な「ロビー・ザ・ロボット」を作り上げるまでに戦後数年かかった。

## フィルモグラフィー

### 舞台美術

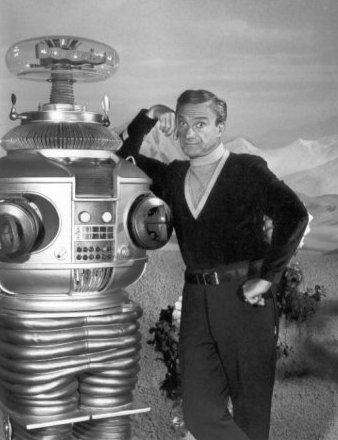
キノシタがテレビシリーズ「宇宙家族ロビンソン」の俳優ジョナサン・ハリスと一緒に作ったロボットB-9（フライデー）

- Hundred Men and a Girl ヘンリー・コスター監督 (1937)
- Luke and the Tenderfoot (1955) - テレビシリーズ (2話)
- Rebel in Town Alfred L. Werker監督 (1956)
- 悪魔の生体実験 The Black Sleep レジナルド・ル・ボーグ監督 (1956)
- Star Broken Lesley Selander監督 (1956)
- Pharaoh's Curse Lee Sholem監督 (1957)
- Science Fiction Theatre  (1956-1957), テレビシリーズ (14話)
- ごろつき酒場 Rock All Night ロジャー・コーマン監督 (1957)
- Teenage Doll ロジャー・コーマン監督 (1957)
- Here Comes Tobor, Duke Goldstone監督 (1957) - テレビ映画
- Harbor Command (1957-1958) - テレビシリーズ (14話)
- The Rough Riders (1958) - テレビシリーズ
- Mackenzie's Raiders (1958-1959) - テレビシリーズ
- Highway Patrol  (1959), テレビシリーズ (5話)
- Bold Venture (1959), テレビシリーズ
- Tombstone Territory (1957-1959), テレビシリーズ
- World of Giants (1959), テレビシリーズ (1話)
- Adventures in the bottom of the sea  (1958-1959), テレビシリーズ
- Bat Masterson (1959), テレビシリーズ
- Lock Up (1959-1960), テレビシリーズ (5話)

### アートディレクター

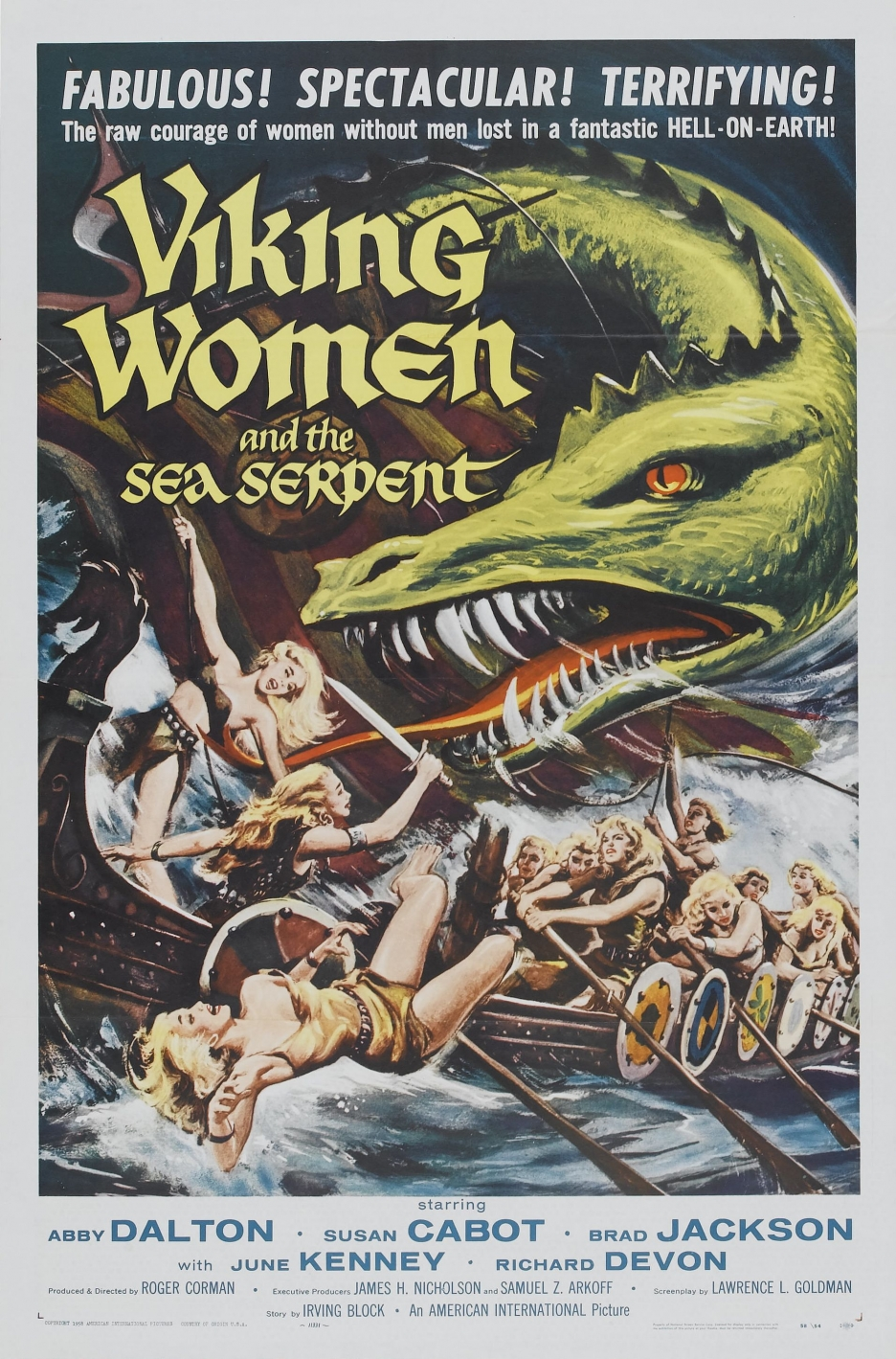
映画「女バイキングと大海獣」(1957)のポスター

- Science Fiction Theatre  (1955), テレビシリーズ
- Macabre ウィリアム・キャッスル監督 (1958)
- 女バイキングと大海獣 The Saga of the Viking Women and Their Voyage to the Waters of the Great Sea Serpent ロジャー・コーマン監督 (1957)
- Gun Fever Mark Stevens監督 (1958)
- The Love of a Geisha(Tokyo After Dark) Norman T. Herman監督 (1959)
- Men Into Space (1959-1960) - テレビシリーズ
- The Nun and the Sergeant, Franklin Adreon監督 (1962)
- Ripcord (1962) - テレビシリーズ (1話)
- 宇宙家族ロビンソン Lost in space (1965-1967) - テレビシリーズ
- The Private Navy of Sgt. O'Farrell フランク・タシュリン監督 (1968)
- ハワイ5-0 (1970-1971) - テレビシリーズ (24話)
- The Six Million Dollar Man: Wine, Women and War , Russ Mayberry監督 (1973) - テレビ映画
- 刑事コジャック  (1973-1974) - テレビシリーズ (8話)
- Planet Earth, Marc Daniels監督 (1974)
- 鬼警部アイアンサイド (1974) - テレビシリーズ (1話)
- The Dead Don't Die Curtis Harrington監督 (1975) - テレビ映画
- The Streets of San Francisco  (1976) - テレビシリーズ (2話)
- Mayday at 40,000 Feet! Robert Butler監督 (1976) - テレビ映画
- Project U.F.O. (1978) - テレビシリーズ (12話)
- Barnaby Jones (1978-1979) - テレビシリーズ（23話）
- Belle Starr, ジョン・A・アロンゾ監督 (1980)
- The Gong Show Movie, チャック・バリス監督 (1981)
- Going Ape!, Jeremy Joe Kronsberg監督 (1981)
- Matt Houston (1982) - テレビシリーズ (1話)
- Girls of the White Orchid ジョナサン・カプラン監督 (1983) - TV映画
- Lovelines, Rod Amateau監督 (1984)
- トップモデル諜報員 カバー・アップ (1984) - テレビシリーズ (3話)

### プロデューサー
- The Phantom Planet William Marshall監督 (1961)
- Hell's Bloody Devils Al Adamson監督 (1970)

### 特殊効果
- 禁断の惑星 Forbidden Planet Fred McLeod Wilcox監督 (1956)

### 視覚効果
- Girls of the White Orchid ジョナサン・カプラン監督 (1983)